# Grand Prix automobile de Hongrie 2019
GP précédent GP suivant
Le Grand Prix automobile de Hongrie 2019 (Formula 1 Rolex Magyar Nagydíj 2019) disputé le 4 août 2019 sur le Hungaroring, est la 1 009 e épreuve du championnat du monde de Formule 1 courue depuis 1950. Il s'agit de la trente-quatrième édition du Grand Prix de Hongrie comptant pour le championnat du monde de Formule 1 et la douzième manche du championnat 2019.
Pour son quatre-vingt-treizième Grand Prix, depuis ses débuts à 17 ans en 2015, Max Verstappen réalise la première pole position de sa carrière. Il est le centième poleman de l'histoire de la Formule 1 et le premier Néerlandais. Au volant de sa Red Bull RB15, il s'installe en haut de la feuille des temps dès son premier tour rapide lors de la dernière phase des qualifications, devançant les deux Mercedes puis lors de sa deuxième tentative, fait la différence dans les trois derniers virages pour établir le nouveau record de la piste en 1 min 14 s 572. Verstappen précède Valtteri Bottas de 18 millièmes de seconde et Lewis Hamilton de 197 millièmes. Charles Leclerc, qui concède presque une demi-seconde à Verstappen, complète la deuxième ligne. Sebastian Vettel, son coéquipier chez Ferrari, s'élance en troisième ligne, devant Pierre Gasly. La quatrième ligne est occupée par les McLaren de Lando Norris et Carlos Sainz Jr. ; suivent Romain Grosjean (Haas) et Kimi Räikkönen (Alfa Romeo), auteurs des neuvième et dixième temps.
Une intuition des stratèges du stand Mercedes permet à Lewis Hamilton de remporter sa quatre-vingt-unième victoire, sa huitième de la saison, sa septième sur le Hungaroring, et de creuser un écart important au championnat. Peu après le départ, Verstappen et Hamilton sont seuls en lice pour la victoire, les Ferrari perdant plus d'une seconde au tour sur les deux leaders ; elles mènent une course anonyme, évitant de justesse de finir à un tour au terme de l'épreuve. Le pilote Red Bull tient bon en tête. Après leurs arrêts respectifs, Hamilton arrive dans la zone lui permettant d'utiliser son aileron arrière mobile aux alentours du trente-cinquième tour. Il porte plusieurs attaques, dont une est proche de réussir, en tentant de passer par l'extérieur du virage no 4 dans la trente-neuvième boucle puis lâche prise, se résolvant manifestement à rouler en deuxième position. James Wolves, chargé de la stratégie de course de Mercedes, propose de chausser Hamilton de pneus médiums alors que son rival roule en gommes dures pour une course à un seul arrêt. Hamilton, qui doute du bien fondé de cette idée, rentre une seconde fois au stand au quarante-neuvième tour et ressort avec 21 secondes de retard sur Verstappen : Red Bull est désormais piégé car le Néerlandais ne peut plus s'arrêter s'il veut s'imposer. À coup de meilleurs tours en course, alors que Verstappen annonce que ses pneumatiques sont « morts », Hamilton fond sur lui et le dépasse sans coup férir à trois tours du terme. L'avance du duo sur la concurrence est telle que Verstappen peut retourner au stand dans la foulée, conserver sa deuxième place, et, dans l'avant-dernière boucle, prendre le point supplémentaire du meilleur tour en course. 
Valtteri Bottas étant hors du coup dès le départ après une touchette avec Charles Leclerc, le podium se joue entre les deux Ferrari. Sebastian Vettel, sur une stratégie décalée par rapport à son coéquipier, effectue un long premier relais de trente-neuf tours et bénéficie de gommes plus fraîches pour le dépasser en vue de l'arrivée et finir troisième, à plus d'une minute du vainqueur. Leclerc est le dernier pilote dans le même tour qu'Hamilton. Carlos Sainz Jr. termine cinquième, empêchant, pendant près de quarante tours, Pierre Gasly, à plusieurs reprises en mesure d'utiliser son aileron arrière mobile, de le dépasser. Kimi Räikkönen prend la septième place en contenant Bottas dans les sept dernières boucles. Lando Norris et Alexander Albon prennent les derniers points en jeu. 
Sur un rythme de champion du monde (huit victoires en douze courses), Hamilton (250 points) porte son avance à 62 points sur Valtteri Bottas (188 points), désormais sous la menace de Verstappen (181 points). Vettel et Leclerc suivent avec 156 et 132 points. Plus loin, Gasly (63 points) tient la sixième place devant Sainz (58 points), Räikkönen (31 points), Kvyat (27 points), Norris (24 points) Ricciardo (22 points), Stroll et Magnussen (18 points). Chez les constructeurs, Mercedes (438 points) devance Ferrari (288 points) et Red Bull Racing (244 points). McLaren (82 points) au quatrième rang devance Toro Rosso (43 points), Renault (39 points), Alfa Romeo (32 points), Racing Point (31 points), Haas (26 points) et Williams (1 point). Après douze Grands Prix et au moment de la trêve estivale, toutes les écuries et dix-neuf pilotes sur vingt (à l'exception de George Russell) ont inscrit au moins un point.

## Pneus disponibles
| Pneus pour piste sèche | Pneus pour piste sèche | Pneus pour piste sèche | Pneus pluie    | Pneus pluie |
| ---------------------- | ---------------------- | ---------------------- | -------------- | ----------- |
| Durs (Type C2)         | Médiums (Type C3)      | Tendres (Type C4)      | Intermédiaires | Pluie       |

## Essais libres

### Première séance, le vendredi de 11 h à 12 h 30
| Pos. | Pilote           | Voiture        | Chrono         | Écart     |
| ---- | ---------------- | -------------- | -------------- | --------- |
| 1    | Lewis Hamilton   | Mercedes       | 1 min 17 s 233 |           |
| 2    | Max Verstappen   | Red Bull-Honda | 1 min 17 s 398 | + 0 s 165 |
| 3    | Sebastian Vettel | Ferrari        | 1 min 17 s 399 | + 0 s 166 |
| 4    | Pierre Gasly     | Red Bull-Honda | 1 min 17 s 682 | + 0 s 449 |
| 5    | Kevin Magnussen  | Haas-Ferrari   | 1 min 17 s 942 | + 0 s 709 |
| 6    | Charles Leclerc  | Ferrari        | 1 min 18 s 188 | + 0 s 955 |

### Deuxième séance, le vendredi de 15 h à 16 h 30
| Pos. | Pilote           | Voiture            | Chrono         | Écart     |
| ---- | ---------------- | ------------------ | -------------- | --------- |
| 1    | Pierre Gasly     | Red Bull-Honda     | 1 min 17 s 854 |           |
| 2    | Max Verstappen   | Red Bull-Honda     | 1 min 17 s 909 | + 0 s 055 |
| 3    | Lewis Hamilton   | Mercedes           | 1 min 17 s 995 | + 0 s 141 |
| 4    | Valtteri Bottas  | Mercedes           | 1 min 18 s 184 | + 0 s 330 |
| 5    | Daniel Ricciardo | Renault            | 1 min 18 s 597 | + 0 s 743 |
| 6    | Kimi Räikkönen   | Alfa Romeo-Ferrari | 1 min 18 s 682 | + 0 s 828 |

- Ces temps sont réalisés sur piste sèche en pneus tendres ou médiums, en début de séance. Alexander Albon tape sévèrement le mur après une sortie de piste au virage no 14[4]. La pluie détrempe ensuite le tracé et les pilotes sortent en fin de session chaussés avec des gommes intermédiaires pour tester l'adhérence[5].

### Troisième séance, le samedi de 12 h à 13 h
| Pos. | Pilote           | Voiture        | Chrono         | Écart     |
| ---- | ---------------- | -------------- | -------------- | --------- |
| 1    | Lewis Hamilton   | Mercedes       | 1 min 16 s 084 |           |
| 2    | Max Verstappen   | Red Bull-Honda | 1 min 16 s 097 | + 0 s 013 |
| 3    | Sebastian Vettel | Ferrari        | 1 min 16 s 166 | + 0 s 082 |
| 4    | Valtteri Bottas  | Mercedes       | 1 min 16 s 355 | + 0 s 271 |
| 5    | Charles Leclerc  | Ferrari        | 1 min 16 s 392 | + 0 s 308 |
| 6    | Pierre Gasly     | Red Bull-Honda | 1 min 16 s 684 | + 0 s 600 |

## Séance de qualification

### Résultats des qualifications
| Pos.                                                                                      | Pilote             | Écurie                    | Qualifications 1 | Qualifications 2 | Qualifications 3 |
| ----------------------------------------------------------------------------------------- | ------------------ | ------------------------- | ---------------- | ---------------- | ---------------- |
| 1                                                                                         | Max Verstappen     | Red Bull-Honda            | 1 min 15 s 817   | 1 min 15 s 573   | 1 min 14 s 572   |
| 2                                                                                         | Valtteri Bottas    | Mercedes                  | 1 min 16 s 078   | 1 min 15 s 669   | 1 min 14 s 590   |
| 3                                                                                         | Lewis Hamilton     | Mercedes                  | 1 min 16 s 068   | 1 min 15 s 548   | 1 min 14 s 769   |
| 4                                                                                         | Charles Leclerc    | Ferrari                   | 1 min 16 s 337   | 1 min 15 s 792   | 1 min 15 s 043   |
| 5                                                                                         | Sebastian Vettel   | Ferrari                   | 1 min 16 s 452   | 1 min 15 s 885   | 1 min 15 s 071   |
| 6                                                                                         | Pierre Gasly       | Red Bull-Honda            | 1 min 16 s 716   | 1 min 16 s 393   | 1 min 15 s 450   |
| 7                                                                                         | Lando Norris       | McLaren-Renault           | 1 min 16 s 697   | 1 min 16 s 060   | 1 min 15 s 800   |
| 8                                                                                         | Carlos Sainz Jr.   | McLaren-Renault           | 1 min 16 s 493   | 1 min 16 s 308   | 1 min 15 s 852   |
| 9                                                                                         | Romain Grosjean    | Haas-Ferrari              | 1 min 16 s 978   | 1 min 16 s 319   | 1 min 16 s 013   |
| 10                                                                                        | Kimi Räikkönen     | Alfa Romeo-Ferrari        | 1 min 16 s 506   | 1 min 16 s 518   | 1 min 16 s 041   |
| 11                                                                                        | Nico Hülkenberg    | Renault                   | 1 min 16 s 790   | 1 min 16 s 595   |                  |
| 12                                                                                        | Alexander Albon    | Toro Rosso-Honda          | 1 min 16 s 912   | 1 min 16 s 687   |                  |
| 13                                                                                        | Daniil Kvyat       | Toro Rosso-Honda          | 1 min 16 s 750   | 1 min 16 s 692   |                  |
| 14                                                                                        | Antonio Giovinazzi | Alfa Romeo-Ferrari        | 1 min 16 s 894   | 1 min 16 s 804   |                  |
| 15                                                                                        | Kevin Magnussen    | Haas-Ferrari              | 1 min 16 s 122   | 1 min 17 s 081   |                  |
| 16                                                                                        | George Russell     | Williams-Mercedes         | 1 min 17 s 031   |                  |                  |
| 17                                                                                        | Sergio Pérez       | Racing Point-BWT Mercedes | 1 min 17 s 109   |                  |                  |
| 18                                                                                        | Daniel Ricciardo   | Renault                   | 1 min 17 s 257   |                  |                  |
| 19                                                                                        | Lance Stroll       | Racing Point-BWT Mercedes | 1 min 17 s 542   |                  |                  |
| 20                                                                                        | Robert Kubica      | Williams-Mercedes         | 1 min 18 s 324   |                  |                  |
| Temps minimal à réaliser pour la qualification : 1 min 21 s 124 (107 % de 1 min 15 s 817) |                    |                           |                  |                  |                  |

### Grille de départ
- Antonio Giovinazzi, auteur du quatorzième temps, est pénalisé d'un recul de trois places pour avoir roulé trop lentement sur la trajectoire lors de la première phase qualificative et avoir gêné Lance Stroll. Giovinazzi a été prévenu de l'arrivée d’une monoplace beaucoup plus rapide que la sienne et n'a rien fait pour éviter de se trouver dans la trajectoire ; il s'élance de la dix-septième place[8].
- Daniel Ricciardo, auteur du dix-huitième temps, est pénalisé d'un recul de trente places après le changement de son moteur et de son turbocompresseur, les quatrièmes de la saison, d'un nouveau MGU-H, d'un nouveau MGU-K, d'une nouvelle unité de stockage d'énergie et d'une nouvelle unité de contrôle électronique, les troisièmes de cette année ; il s'élance de la vingtième et dernière place[9],[10].

## Course

### Classement de la course
| Pos. | no | Pilote             | Écurie                    | Tours | Temps/Abandon                      | Grille | Points |
| ---- | -- | ------------------ | ------------------------- | ----- | ---------------------------------- | ------ | ------ |
| 1    | 44 | Lewis Hamilton     | Mercedes                  | 70    | 1 h 35 min 03 s 796 (193,532 km/h) | 3      | 25     |
| 2    | 33 | Max Verstappen     | Red Bull-Honda            | 70    | + 17 s 796                         | 1      | 18 + 1 |
| 3    | 5  | Sebastian Vettel   | Ferrari                   | 70    | + 1 min 01 s 433                   | 5      | 15     |
| 4    | 16 | Charles Leclerc    | Ferrari                   | 70    | + 1 min 05 s 250                   | 4      | 12     |
| 5    | 55 | Carlos Sainz Jr.   | McLaren-Renault           | 69    | + 1 tour                           | 8      | 10     |
| 6    | 10 | Pierre Gasly       | Red Bull-Honda            | 69    | + 1 tour                           | 6      | 8      |
| 7    | 7  | Kimi Räikkönen     | Alfa Romeo-Ferrari        | 69    | + 1 tour                           | 10     | 6      |
| 8    | 77 | Valtteri Bottas    | Mercedes                  | 69    | + 1 tour                           | 2      | 4      |
| 9    | 4  | Lando Norris       | McLaren-Renault           | 69    | + 1 tour                           | 7      | 2      |
| 10   | 23 | Alexander Albon    | Toro Rosso-Honda          | 69    | + 1 tour                           | 12     | 1      |
| 11   | 11 | Sergio Pérez       | Racing Point-BWT Mercedes | 69    | + 1 tour                           | 16     |        |
| 12   | 27 | Nico Hülkenberg    | Renault                   | 69    | + 1 tour                           | 11     |        |
| 13   | 20 | Kevin Magnussen    | Haas-Ferrari              | 69    | + 1 tour                           | 14     |        |
| 14   | 3  | Daniel Ricciardo   | Renault                   | 69    | + 1 tour                           | 20     |        |
| 15   | 26 | Daniil Kvyat       | Toro Rosso-Honda          | 68    | + 2 tours                          | 13     |        |
| 16   | 63 | George Russell     | Williams-Mercedes         | 68    | + 2 tours                          | 15     |        |
| 17   | 18 | Lance Stroll       | Racing Point-BWT Mercedes | 68    | + 2 tours                          | 18     |        |
| 18   | 99 | Antonio Giovinazzi | Alfa Romeo-Ferrari        | 68    | + 2 tours                          | 17     |        |
| 19   | 88 | Robert Kubica      | Williams-Mercedes         | 67    | + 3 tours                          | 19     |        |
| Abd. | 8  | Romain Grosjean    | Haas-Ferrari              | 49    | Pression hydraulique               | 9      |        |

### Pole position et record du tour
- Pole position :  Max Verstappen (Red Bull-Honda) en 1 min 14 s 572 (211,495 km/h)[12].
- Meilleur tour en course :  Max Verstappen (Red Bull-Honda) en 1 min 17 s 103 (204,552 km/h) au soixante-neuvième tour ; deuxième de la course, il remporte le point bonus associé au meilleur tour en course[13].

### Tours en tête
- Max Verstappen (Red Bull-Honda) : 59 tours (1-24 / 32-66)[14]
- Lewis Hamilton (Mercedes) : 11 tours (25-31 / 67-70)

## Classements généraux à l'issue de la course
| Pos. | Pilote             | Écurie                    | Points |
| ---- | ------------------ | ------------------------- | ------ |
| 1    | Lewis Hamilton     | Mercedes                  | 250    |
| 2    | Valtteri Bottas    | Mercedes                  | 188    |
| 3    | Max Verstappen     | Red Bull-Honda            | 181    |
| 4    | Sebastian Vettel   | Ferrari                   | 156    |
| 5    | Charles Leclerc    | Ferrari                   | 132    |
| 6    | Pierre Gasly       | Red Bull-Honda            | 63     |
| 7    | Carlos Sainz Jr.   | McLaren-Renault           | 58     |
| 8    | Kimi Räikkönen     | Alfa Romeo-Ferrari        | 31     |
| 9    | Daniil Kvyat       | Toro Rosso-Honda          | 27     |
| 10   | Lando Norris       | McLaren-Renault           | 24     |
| 11   | Daniel Ricciardo   | Renault                   | 22     |
| 12   | Lance Stroll       | Racing Point-Mercedes     | 18     |
| 13   | Kevin Magnussen    | Haas-Ferrari              | 18     |
| 14   | Nico Hülkenberg    | Renault                   | 17     |
| 15   | Alexander Albon    | Toro Rosso-Honda          | 16     |
| 16   | Sergio Pérez       | Racing Point-BWT Mercedes | 13     |
| 17   | Romain Grosjean    | Haas-Ferrari              | 8      |
| 18   | Antonio Giovinazzi | Alfa Romeo-Ferrari        | 1      |
| 19   | Robert Kubica      | Williams-Mercedes         | 1      |

| Pos. | Écurie                    | Points |
| ---- | ------------------------- | ------ |
| 1    | Mercedes                  | 438    |
| 2    | Ferrari                   | 288    |
| 3    | Red Bull-Honda            | 244    |
| 4    | McLaren-Renault           | 82     |
| 5    | Toro Rosso-Honda          | 43     |
| 6    | Renault                   | 39     |
| 7    | Alfa Romeo-Ferrari        | 32     |
| 8    | Racing Point-BWT Mercedes | 31     |
| 9    | Haas-Ferrari              | 26     |
| 10   | Williams-Mercedes         | 1      |

## Statistiques
Le Grand Prix de Hongrie 2019 représente :
- la 1re pole position de Max Verstappen[17],[18] ;
- la 81e victoire de Lewis Hamilton, sa huitième cette saison, sa septième au Grand Prix de Hongrie[19] ;
- la 97e victoire de Mercedes Grand Prix en tant que constructeur[20] ;
- la 183e victoire de Mercedes en tant que motoriste[21].

Au cours de ce Grand Prix :
- Pour la première fois depuis la création du championnat du monde, un pilote néerlandais réalise la pole position[22] ;
- Max Verstappen devient le centième pilote à réaliser une pole position en championnat du monde[23] ;
- Sebastian Vettel passe la barre des 2 900 points inscrits en Formule 1 (2 901 points inscrits)[24] ;
- Max Verstappen est élu « Pilote du jour » à l'issue d'un vote organisé sur le site officiel de la Formule[25] ;
- Danny Sullivan (15 Grands Prix chez Tyrrell Racing en 1983, 2 points, vainqueur des 500 miles d'Indianapolis 1985 et champion CART en 1988) a été nommé par la FIA conseiller pour aider dans leurs jugements le groupe des commissaires de course[26].